# Tanaostigmodes megalarus
Tanaostigmodes megalarus är en stekelart som först beskrevs av Walker 1838.  Tanaostigmodes megalarus ingår i släktet Tanaostigmodes och familjen Tanaostigmatidae. Inga underarter finns listade i Catalogue of Life.